# Isocromosoma

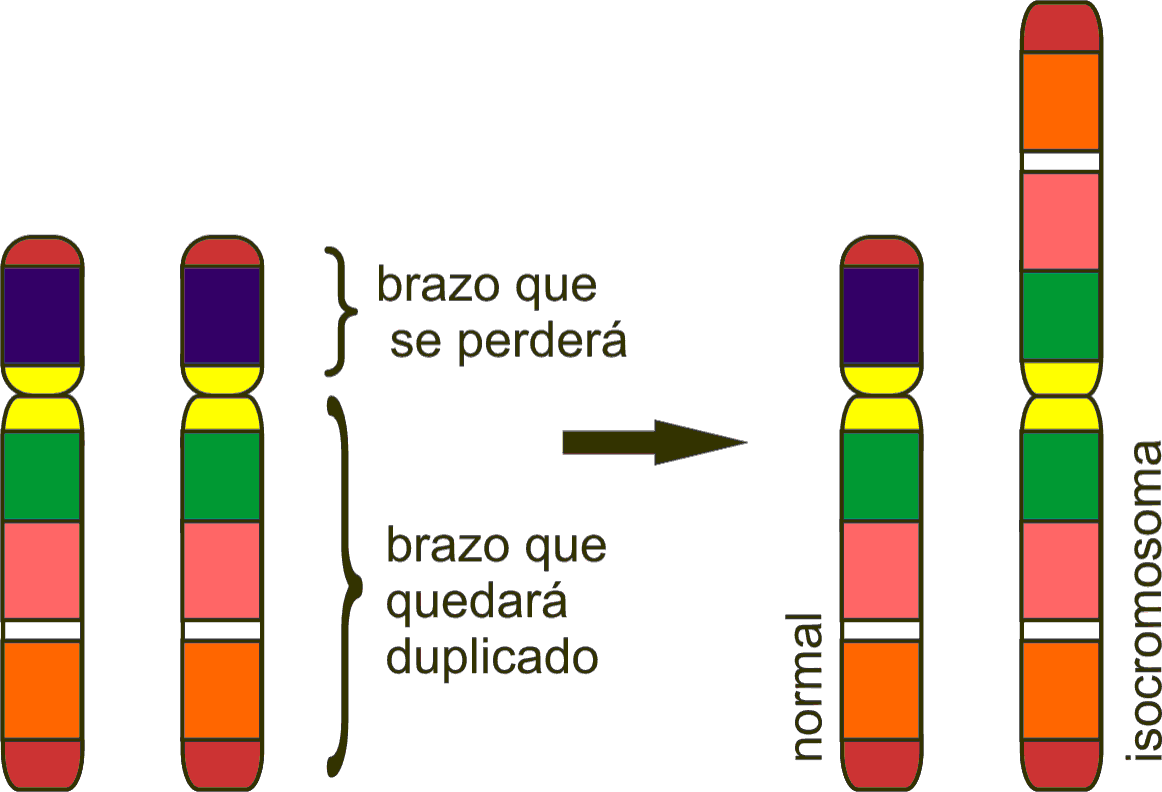
Formación de un isocromosoma: se pierde un brazo, y lo que queda se duplica de forma especular, originándose dos brazos iguales y simétricos. El individuo afectado será trisómico para el brazo largo y monosómico para el brazo corto.

En genética, un isocromosoma es un cromosoma anormal en el que se ha perdido un brazo y el otro se ha duplicado de manera especular, dando lugar a una monosomía parcial debido al brazo perdido, y a una trisomía parcial, debido al brazo duplicado.

## Origen
Se origina durante la meiosis o mitosis, cuando la división del centrómero se produce según el plano transversal en vez de vertical. Como consecuencia, uno de los brazos del cromosoma original se pierde y los brazos del isocromosoma resultante son genéticamente idénticos entre sí pero en sentido inverso; así, las cromátides son asimétricas, una formada por dos brazos largos y otra por dos brazos cortos; representa trisonomía y monosomía parcial en la misma célula.
Todavía no se ha podido determinaro de forma precisa cómo se forman los isocromosomas, si bien se han descrito dos mecanismos:
- Un error de división del centrómero durante la meiosis II. Este es el mecanismo menos frecuente.
- Un intercambio en un brazo de un cromosoma con su homólogo o cromátida hermana en la porción proximal del brazo adyacente al centrómero. Los últimos cromosomas serían dicéntricos, si bien los dos centrómeros están demasiado juntos como para distinguirlos citogenéticamente. Este es el mecanismo más frecuente.

En los humanos, los isocromosomas se hallan asociados a ciertas enfermedades. Así, por ejemplo, se hallan en algunas niñas que presentan el síndrome de Turner, provocado por el isocromosoma —el isocromosoma más común descrito— del brazo largo del cromosoma X; en los pacientes con el síndrome de Pallister-Killian, provocado por el isocromosoma del brazo corto del cromosoma 12; y en algunos tumores. El isocromosoma del brazo largo del cromosoma 17 y el isocromosoma del brazo largo del 14 están asociados a ciertos tipos de tumores sólidos y tumores hematológicos malignos. También se ha descrito el isocromosoma del brazo corto del cromosoma 18. Puede darse el caso del isocromosoma 18q [i(18q)] y la deleción del brazo corto del cromosoma 18 (18p-), que son anomalías estructurales que se reportan con cierta frecuencia en la literatura, pero su coexistencia en un mismo individuo es muy infrecuente. El  isocromosoma 18q es una condición infrecuente y la mayor
parte de los casos son detectados prenatalmente o bien en lactantes menores por sus malformaciones cardíacas graves. En esta alteración,
consistente en dos brazos largos (q) de este cromosoma reunidos a nivel del centrómero, los afectados tienen algunos rasgos de trisomía 18, dada las tres copias de su brazo largo (trisomía 18q); pueden manifestar retraso desarrollo severo, cardiopatía congénita, fisura palatina y malformaciones de extremidades, todo lo cual compromete su sobrevida postnatal. A su vez, el fenotipo de la monosomía 18p no es llamativo, monstrando epicanto, puente nasal bajo, cuello corto, ancho y talla baja; En algunos de ellos se observa malformaciones del SNC, con silla turca vacía.
Los individuos portadores de isocromosomas pueden tener descendientes con mayor número de cromosomas que el normal.